# Tute
Artur de Souza Nascimento, conhecido como Tute (Rio de Janeiro, 1 de julho de 1886 – Rio de Janeiro, 15 de junho de 1951), foi um músico, violonista de 6 e 7 cordas, bandolinista e banjoísta brasileiro.

## Carreira
Na sua juventude fez parte da banda do Corpo de Bombeiros sob a regência de Anacleto de Medeiros, onde tocava bombo e prato. Tocou ainda com os grupos Oito Batutas, Guarda Velha, Orquestra Victor, Os Cinco Companheiros e Orquestra Copacabana.
No início da década de 1910, era violonista da orquestra do Cine-Teatro Rio Branco (sob direção de Paulino Sacramento), tendo indicado Pixinguinha (com 15 anos de idade) como flautista reserva de Antônio Maria Passos. Algum tempo depois, Pixinguinha foi efetivado e iniciou-se sua carreira profissional.
Na década de 1930, ele participou em programas de rádio (como as Rádios Mayrink Veiga e Nacional, do Rio de Janeiro) e concertos com Pixinguinha, Léo Vianna, Palmieri e Aristides. E também participou de gravações com grandes cantores e instrumentistas, como Luperce Miranda, Carmen Miranda, Francisco Alves, Mário Reis, entre outros.
Ao longo da vida, foi amigo de figuras importantes do cenário musical, como Pixinguinha, Donga e João da Bahiana.

## Inovação
É considerado o introdutor do violão de 7 cordas (com a sétima corda afinada em dó) nos conjuntos regionais de choro dos quais fez parte. Inclusive a inspiração para a sétima corda seria ideia de Tute (seno afinada em dó).
Luperce Miranda o chamava de violonista “pé-de-boi”, pois deixava todos solistas seguros.

## Discografia
- 1917 - Rosa, com Pixinguinha (Odeon).[2]
- 1917 - Sofres porque queres, com o Grupo do Pixinguinha (Odeon).[2]
- 1927 - Canção do seresteiro, com Sá Pereira, Francisco Alves e Nelson.[2]
- 1927 - Os canoeiros do norte, com Sebastião Santos Neves, Francisco Alves, Pixinguinha e Nelson.[2]
- 1928 - Nego d’angola, com Francisco Alves, Lúcio Chameck, Francisco Alves, Pixinguinha e Nelson.[2]
- 1928 - Que Ursada, de Caninha (Odeon).[3]
- 1928 - Cangote cheiroso, com Sá Pereira, Francisco Alves, Pixinguinha e Nelson.[2]
- 1930 - Bem-te-vi, de Mello Morais.[3]
- 1930 - Talento e Formosura, de Edmundo Otávio Ferreira e Catullo da Paixão Cearense.[3]
- 1931 - Se va la vida, de E. Donato e Zerillo, com Lely Morel, Romualdo Miranda e Tito.[8]
- 1931 - Gira, gira (Yira, yira), de Enrique S. Discépolo, com Lely Morel, Romualdo Miranda e Tito.[8]
- 1932 - Não há nada, de Luperce Miranda.[8]
- 1932 - Cafuço brincando, Luperce Miranda.[8]
- 1934 - Iolanda, com Pixinguinha e Luperce Miranda.[2]
- 1935 - Recordando, com Pixinguinha e Luperce Miranda.[2]
- 1941 - Coração de mãe, de Mozart Bicalho.[8]
- 1941 - Choro sete, de Mozart Bicalho.[8]